# ویچ وود پارک
ویچ وود پارک (انگلیسی: Wychwood Park) یک محله محصور و جامعه خصوصی در تورنتو، انتاریو، کانادا است. در غرب خیابان بثرست در سمت شمال جاده داونپورت، در محدوده بزرگتر تپه براکوندیل واقع شده‌است. این بخشی از محله رسمی ویچ وود است که توسط شهر تورنتو تعیین شده‌است.